# Варпалота
Варпалота (угор. Várpalota, нім. Burgschloß) — місто на заході Угорщини в медьє Веспрем. Четверте за чисельністю населення місто медьє. Населення — 21 060 чоловік (2006).
Варпалота розташована за 25 кілометрів на північний схід від столиці медьє — Веспрема та за 20 кілометрів на захід від Секешфехервара. Через місто проходить автомагістраль Е66 Секешфехервар — Веспрем — Керменді — Ільць і залізнична траса Секешфехервар — Веспрем — Цельдемельк.
Місто Варпалота було утворене в 1952 році шляхом об'єднання трьох невеликих селищ — Варпалота, Пет та Інот. У радянський період в околицях міста розроблялися родовища лігніту. У самому місті було побудовано кілька великих індустріальних підприємств. Після падіння радянського блоку шахти були закриті, що викликало великий відтік населення з міста.
Головна визначна пам'ятка міста — добре збережений середньовічний замок.

## Міста-побратими
- Петрошань
- Фермо
- Кремниця
- Вольфсберг
- Полхов Градець